# Sự kiện Honnōji
Sự kiện chùa Honnō  (本能寺の変 (Bản Năng tự chi biến) Honnō-ji no Hen) là diễn biến dẫn đến việc Oda Nobunaga phải tự sát ngày 21 tháng 6 năm 1582 ở chùa Honnō tại kinh đô Kyoto. Nobunaga lúc bấy giờ là lãnh chúa hàng đầu trong số các vọng tộc Nhật Bản. Tùy tướng của Nobunaga là Akechi Mitsuhide làm phản, nhân khi chủ tướng trú ngụ ở chùa Honnō, đem quân vây chùa. Nobunaga không chịu bị bắt nên ra lệnh nổi lửa đốt chùa rồi tự sát.

## Bối cảnh
Oda Nobunaga lúc bấy giờ đã ở đỉnh cao quyền lực sau khi triệt hạ được gia tộc Takeda trong Trận Temmokuzan đầu năm 1582. Trung phần Nhật Bản đã bình định và quy phục còn các lực lượng đối lập của các gia tộc Mōri, Usegi, và Hậu Hōjō đều yếu ớt, không thể cản bước tiến của Nobunaga nữa. Lãnh chúa của họ Mōri là Mōri Motonari đã mất, quyền hành trao tay người cháu ba đời là Mori Terumoto. Bên cánh Hōjō thì Hōjō Ujiyasu, nhà chiến lược tài trí cũng mất; con là Ujimasa thì bất tài. Còn vị tướng khét tiếng thời kỳ Chiến Quốc là Uesugi Kenshin cũng từ trần; tranh chấp nội bộ của hai chi kế thừa làm chia rẽ gia tộc Uesugi.
Nhân đó Oda Nobunaga tiến quân chinh phạt tứ phương. Nobunaga ra lệnh cho bốn đạo quân cùng tiến:
1. Hashiba Hideyoshi tấn công gia tộc Mori
2. Niwa Nagahide thì chuẩn bị đánh Shikoku;
3. Takigawa Kazumasu thì dàn quân kiềm chế gia tộc Hōjō ở tỉnh Kozuke và tỉnh Shinano;
4. Shibata Katsuie thì cất quân tiến vào tỉnh Echigo, lãnh địa của gia tộc Uesugi.

Phần Nobunaga thì ông mời đồng minh là Tokugawa Ieyasu đến Kansai mở tiệc khao quân ăn mừng chiến thắng quân của Takeda. Tiệc chưa mãn thì  Nobunaga nhận được biểu của Hashiba Hideyoshi xin tiếp viện vì bị vây ở Takamatsu. Nobunaga phải vội chia tay Ieyasu để lên đường đem quân cứu Hashiba. Cùng tòng quân là tùy tướng Akechi Mitsuhide. Khi đến chùa Honnō thì đoàn quân dừng lại nghỉ. Đội hộ giá chỉ có vài người hầu cận.

## Mitsuhide Akechi phản bội
Mitsuhide lúc nhận được lệnh tòng chinh thì lập doanh trại ở tỉnh Tamba. Ý đồ làm loạn dã có từ trước như trong một số thi văn Renga do  Mitsuhide để lại.
Nhận thấy thời cơ thuận lợi khi Nobunaga tá túc ở chùa Honnō mà không phòng bị gì, Mitsuhide kéo quân về Kyoto lại cho truyền rằng quân binh hồi kinh là để Nobunaga duyệt binh nên không ai nghi ngờ gì. Lúc áp đến chùa Honnō thì Mitsuhide loan rằng "Quân địch đang trú tại chùa Honnō!" (Teki wa Honnōji ni ari! 敵は本能寺にあり) rồi tảng sáng cho quân bao vây chùa. Nobunaga khi hay biến thì sai quân bố trí chống cự nhưng ít không cự được nhiều; Nobunaga không chịu bị bắt nên nổi lửa đốt chùa Honnō rồi tự sát. Tên hầu của Nobunaga là Mori Ranmaru cũng chết theo chủ. Chùa cháy rụi. Vì không tìm thấy thi hài của Nobunaga nên sau này có nhiều giả thuyết về Nobunaga; có người cho rằng Nobunaga thoát chết và lẩn trốn trong thiên hạ.
Về phần Mitsuhide sau khi phá được chùa Honnō rồi thì kéo quân đánh người con của Nobunaga là Nobutada ở thành Nijo. Nobutada chọn tự tử chứ không ra hàng. Toàn thắng, Mitsuhide truyền cho các lãnh chúa địa phương phải quy thuận rồi dâng biểu lên Nhật hoàng đòi triều đình phải công nhận uy quyền tối thượng của Mitsuhide.

## Nguyên do đảo chính
Động cơ phản loạn của Mitsuhide cho đến nay vẫn còn là ẩn số cho dù phía sử gia đã đưa ra nhiều giả thuyết. Đa số cho tằng Mitsuhide có tư thù, lại sẵn tính bồng bột, lắm tham vọng nên ra tay giết chủ tướng. Có người thì cho rằng Mitsuhide có tinh thần bảo hoàng, sợ Nobunaga làm hại đến Nhật hoàng nên giết đi.
Trước đó khi Nobunaga mời Tokugawa Ieyasu đến thành Azuchi khao quân thì có phái Mitsuhida lo việc tải lương nhưng rồi Mitsuhide bị khiển trách và cất chức vì đã dâng món cá ươn. Mitsuhide lấy đó là hiềm để bụng oán thù.
Truyền thuyết khác thì cho rằng Mitsuhide lúc đó đã ngoài 50 cảm thấy địa vị mình dưới trướng của Nobunaga sắp lung lay vì trước đó Nobunaga đã bắt phạt hai hạ thần là Sakuma Nobumori và Hayashi Hidesada vì không hoàn thành nhiệm vụ. Mitsuhide phỏng nghĩ rồi chính mình rồi cũng sẽ chịu lụy, mất cả thái ấp nên nảy ý làm phản.
Một tình huống nữa là khi đánh lấy tỉnh Tamba, Nobunaga bắt Mitsuhide giao mẹ mình vào thành Yagami của gia tộc Hatano làm con tin để bọn Hatano ra hàng. Hatano đồng ý quy thuận mở cửa thành nhưng Nobunaga lại nuốt lời sai bắt giết nhà Hatano. Thấy chủ tướng bị hại, quân thuộc hạ của Hatano liền giết mẹ của Mitsuhide. Mitsuhide uất ức vừa mang tiếng thất tín cùng bất hiếu nên không phục Nobunaga nữa. Chính sử không thì không ghi rõ nhưng trong dân gian thì có nhiều mẩu chuyện truyền lại về Mitsuhide. Riêng trong văn tịch thì nay còn bài thơ Renga của Mitsuhide có câu:
Toki wa ima, ame ga shitashiru satsukikana.
(時は今 雨がした滴る皐月かな)
Đại ý là "Thời điểm đã đến, tháng năm khi trời mưa".
Tuy nhiên bài thơ biến nghĩa dựa theo các chữ đồng âm dị nghĩa:
土岐は今 天が下治る 皐月かな
Toki nghĩa là thời gian 時 nhưng cũng có thể chỉ gia tộc Toki mà Mitsuhide là hậu duệ. Cả câu có thể được dịch là "Họ Toki nay sẽ thống trị thiên hạ".

## Sau sự kiện
Khi Nobunaga chết thì thừa tướng là Hideyoshi đang đánh gia tộc Mori. Được hung tín, Hideyoshi giảng hòa với Mori và kéo quân về, thu nhặt thêm binh sĩ của Nobungaga ở ngoài các trấn. Về tới Sakai Hideyoshi hội quân với Niwa Nagahide và Oda Nobutaka rồi trực chỉ kinh đô Kyoto. Mitsuhide ra nghênh chiến nhưng bại trận ở Yamazaki rồi bị giết khi đang trốn tránh.
Còn về Tokugawa Ieyasu lúc đó đang ngao du Sakai, sang tỉnh Iga rồi tỉnh Ise. Khi nghe tin Nobunaga đã chết Ieyasu quay về Mikawa, hiệu triệu binh sĩ nhưng không kịp xuất quân thì Hideyoshi đã thu phục giang sơn cũ của Nobunaga rồi.
Đạo quân thứ ba của Nobunaga do Takigawa Kazumasu chỉ huy thì bị gia tộc Hậu Hōjō đột kích, thua to, nên mất tín nhiệm của gia tộc Oda.
Đạo quân thứ tư do Shibata Katsuie chỉ huy đang bắc phạt thì quân Uesugi đánh chặn ở tỉnh Echizen nên bị cầm chân. Khi Shibata rút về đến Kyoto thì đã quá muộn màng. Shibata không phục Hideyoshi, sang năm sau đem quân chống lại nhưng thất trận ở Shizugatake.
Người duy nhất hội đủ các điều kiện thời thế cũng như nhân sự là Hashiba Hideyoshi; ông lên tiếp nối ngôi vị của chủ cũ làm Thái chính đại thần (Daijō-daijin 太政大臣) với quyền lực tối cao trong triều chính Nhật Bản.

## Trong văn hóa đại chúng
- Sự kiện chùa Honnō là một trong những màn quan trọng trong seri video game Playstation 2 Samurai Warriors và Onimusha 3: Demon Siege. Trong game trước, đó là một trong những bước ngoặt của game và là đỉnh cao trong câu chuyện của Nobunaga.